# Expert Verlag
Der expert verlag ist ein deutscher Fachverlag für Wirtschaft und Technik mit Sitz in Tübingen. Sein Schwerpunkt liegt in der anwendungsbezogenen Fort- und Weiterbildung für Fach- und Führungskräfte in den Bereichen Elektrotechnik, Maschinenbau und Management.

## Geschichte
Der Verlag wurde am 30. Juni 1979 von Elmar Wippler gegründet. Er publiziert Original-Arbeiten in deutscher und auch in englischer Sprache. Weitere Titel erscheinen als fremdsprachige Lizenzausgaben.
Das Verlagsprogramm umfasst mehr als 1000 Buchtitel, im Jahr erscheinen ca. 60 Novitäten und Neuauflagen.
Im Jahr 2018 hat der Narr Francke Attempto Verlag den expert Verlag übernommen, weshalb sich auch der Standort seither in Tübingen befindet. Der expert verlag ist ein Unternehmen der Narr Francke Attempto Verlag GmbH + Co. KG. Robert Narr übernimmt die Geschäftsführung des Unternehmens zusätzlich zu seinen Aufgaben als Prokurist des Narr Francke Attempto Verlags.

## Fachbereiche
Bereich Wirtschaft:Führungspraxis, Selbstmanagement, Berufliche Bildung, Kommunikation, Recht, Marketing, Finanzen, Sicherheit sowie Bauwirtschaft und Baurecht.
Bereich Elektrotechnik/Elektronik:Kommunikationstechnik, Sensorik, Mess- und Regelungstechnik, Anlagen- und Gerätebau, Prüftechnik.
Bereich Maschinenbau:Konstruktion, Tribologie, Werkstoffe und Oberflächentechnik, Fertigung / Automatisierung / Qualitätswesen.
Weitere Themengebiete:Baupraxis, Bautenschutz, Energietechnik, Umwelttechnik, Wassertechnik und Hygiene, Medizintechnik.

## Publikationen
- Aus Forschung und Praxis (in Kooperation mit dem Institut für Baubetriebswesen der TU Dresden)
- Haus der Technik Fachbuch (in Kooperation mit dem Haus der Technik Essen, Außeninstitut der RWTH Aachen)
- Forum EIPOS (in Kooperation mit dem Europäischen Institut für postgraduale Bildung an der Technischen Universität Dresden e.V.)
- Kontakt & Studium (in Zusammenarbeit mit der Technischen Akademie Esslingen)
- Reihe Westerham (in Kooperation mit der IHK-Akademie Westerham)
- Schriftenreihe des Instituts für Baubetriebslehre der Universität Stuttgart
- Schriftenreihe des Instituts für Verbrennungsmotoren und Kraftfahrwesen der Universität Stuttgart
- Textilmanagement (in Kooperation mit dem Institut für Textil- und Verfahrenstechnik)
- Baupraxis + Dokumentation
- Die Betriebswirtschaft: Studium + Praxis
- Handbuch der Tribologie und Schmierungstechnik
- Management Plus: Leitfäden für die Praxis
- Praxiswissen Wirtschaft
- Fachzeitschrift Tribologie und Schmierungstechnik (T+S), Jahrgang 66, Organ der Tribologischen Gesellschaften Deutschlands, Österreichs und der Schweiz